# Сырецкая улица
Сыре́цкая улица — улица в Подольском и Оболонском районах города Киева, местности Сырец, Куренёвка. Пролегает от улицы Семёна Скляренко до Северо-Сырецкой и Белицкой улиц.
К Сырецкой улице примыкают улицы Кирилловская, Копыловская, Бондарская, Подольский переулок, улицы Павлоградская, Одоевского, переулки Одоевского и Лодыгина, улицы Яблочкова, Ольжича. В конечной части железная дорога отделяет небольшой участок улицы.
Протяжённость 3,45 км.

## История
Улица возникла в 2-й половине XIX столетия под этим же названием (от реки Сырец, вдоль которой она проходила). До начала 1960-х годов доходила лишь до Тираспольской улицы. В первые годы 1960-х, после реконструкции проезжей части Сырецкой улицы, к ней присоединена дорога, известная в 1930-х годах как Дачно-Белецкая улица (в 1940—1950-х годах — без названия; проходила до улицы Ивана Выговского). Позднее была укорочена, от неё была отделена Северо-Сырецкая улица.

## Важные учреждения
- д. 3 — Институт микроприборов НАН Украины
- д. 13 — Музыкальная школа № 31
- д. 25 — Куренёвское троллейбусное депо № 4, Киевская государственная инспекция по охране труда на транспорте и в свя́зи
- д. 27 — Киевский завод шампанских вин «Столичный»
- д. 29 — Диавита Институт (клиника, экспертный центр гемодиализа, экспертный центр здоровья женщины)[1]. Ранее - Дворец Культуры завода шампанских вин, Киевский государственный мюзик-холл
- д. 32/1 — Ясли-сад № 47
- д. 49 — Областная больница № 2

## Транспорт
- Станция метро «Почайна»
- Станция метро «Дорогожичи»
- Троллейбусы 5, 6, 18, 25 (по Кирилловской улице)
- Автобус 32 (по Белицкой улице)
- Трамваи 11, 12, 19 (по Кирилловской улице)
- Маршрутки 451, 464, 537, 575

## Почтовые индексы
04073, 04078, 04136

## Географические координаты
координаты начала 50°29′37″ с. ш. 30°28′01″ в. д.
координаты конца 50°29′20″ с. ш. 30°25′20″ в. д.